# División Norte-Sur

División Norte-Sur.

La división Norte Sur se utiliza para hacer referencia a la división social, económica y política que existe entre los países desarrollados, también conocidos como países del «Norte» o «Norte global» y los países menos desarrollados del «Sur» o «Sur global». Aunque muchos países que componen este «Norte» se localizan en el hemisferio norte, la división no es totalmente fiel a la división geográfica. En el norte hay cuatro de los cinco miembros permanentes del Consejo de Seguridad de Naciones Unidas y todos los miembros del G8. El "Norte" coincide con casi toda la geografía denominada como Occidente y el llamado Primer mundo, con algunos del Segundo mundo. El «Sur» coincide imprecisamente con el llamado Tercer mundo.
El término es impreciso, porque cuando las naciones del Sur, consiguen un cierto desarrollo económico, se convierten en «Norte», independientemente de su posición geográfica. La división se realiza principalmente a partir de factores económicos de los países, aunque combinado con análisis más complejos del nivel de desarrollo y la calidad de vida de la población en cada país, como los que indica el Índice de Desarrollo Humano (IDH) que, incluyen factores como la longevidad, el analfabetismo, etc.
Las causas de la División Norte Sur son complejas y objeto de debate. Algunos analistas la atribuyen principalmente a razones políticas de dominación y desigualdad globales, originadas en el colonialismo europeo, mientras que otros la atribuyen principalmente a deficiencias internas de cada país.

## Historia
La idea de clasificar los países según su posición económica y de desarrollo surgió durante la Guerra Fría con la diferenciación entre Este y Oeste. La Unión Soviética y China representaron el Este, mientras que Estados Unidos y sus aliados representaron el Oeste. El término Tercer mundo se creó para países que no estaban en ningún bando y aspiraban a mantenerse entre ambos bloques durante la Guerra Fría, lo cual finalmente desembocó en el Movimiento de Países No Alineados. Estos países estaban menos desarrollados económicamente que sus contrapartes del Primer mundo. Cuando algunos países del Segundo Mundo se unieron a los del Primer Mundo y otros a los del Tercer Mundo, nació la necesidad de una nueva clasificación más simple y acertada. El Primer Mundo se convirtió en el «Norte» y el Tercer Mundo en el «Sur».

## Teorías que explican la división
La disparidad de desarrollo entre el Norte y el Sur a veces se ha explicado en términos históricos. La teoría de la dependencia mira hacia atrás en los patrones de relaciones coloniales que persistieron entre el Norte y el Sur y enfatiza cómo los territorios colonizados tendían a empobrecerse por esas relaciones. Los teóricos de esta escuela sostienen que las economías de los estados ex-coloniales siguen orientadas hacia el servicio de la demanda externa en lugar de la interna, y que los regímenes de desarrollo emprendidos en este contexto han tendido a reproducir en los países subdesarrollados las pronunciadas jerarquías de clases que se encuentran en los países industrializados, manteniendo niveles más altos de pobreza.
La teoría de la dependencia está estrechamente entrelazada con el estructuralismo latinoamericano, la única escuela de economía del desarrollo surgida del Sur Global para afiliarse a un instituto nacional de investigación y recibir apoyo de los bancos nacionales y los ministerios de finanzas. Los estructuralistas definieron la dependencia como la incapacidad de la economía de una nación para completar el ciclo de acumulación de capital sin depender de una economía externa. Más específicamente, las naciones periféricas fueron percibidas como exportadores de recursos primarios que dependían de las economías centrales para los productos manufacturados. Esto llevó a los estructuralistas a abogar por políticas de industrialización por sustitución de importaciones que tenían como objetivo reemplazar las importaciones manufacturadas con productos de fabricación nacional.
Los patrones de inmigración desiguales conducen a la desigualdad. A fines del siglo XVIII y durante el siglo XIX, la inmigración era muy común en áreas antes menos pobladas (América del Norte, Argentina, Brasil, Chile, Australia, Nueva Zelanda) desde áreas ya tecnológicamente avanzadas (Alemania, Reino Unido, Francia, Italia). Esto facilitó una difusión desigual de las prácticas tecnológicas ya que solo se beneficiaron las áreas con altos niveles de inmigración. Los patrones de inmigración en el siglo XXI continúan alimentando esta distribución desigual de la innovación tecnológica. La gente está ansiosa por dejar los países del Sur para mejorar la calidad de sus vidas compartiendo la prosperidad percibida del Norte. "Los sudamericanos y centroamericanos quieren vivir y trabajar en América del Norte. Los africanos y los asiáticos del sudoeste quieren vivir y trabajar en Europa. Los asiáticos del sudeste quieren vivir y trabajar en América del Norte y Europa".
La nueva geografía económica explica las disparidades de desarrollo en términos de la organización física de la industria, argumentando que las empresas tienden a agruparse para beneficiarse de las economías de escala y aumentar la productividad, lo que en última instancia conduce a un aumento de los salarios. El Norte tiene más agrupaciones firmes que el Sur, lo que hace que sus industrias sean más competitivas. Se argumenta que solo cuando los salarios en el Norte alcancen un cierto nivel, será más rentable para las empresas operar en el Sur, lo que permitirá que comience la agrupación.

## Crítica

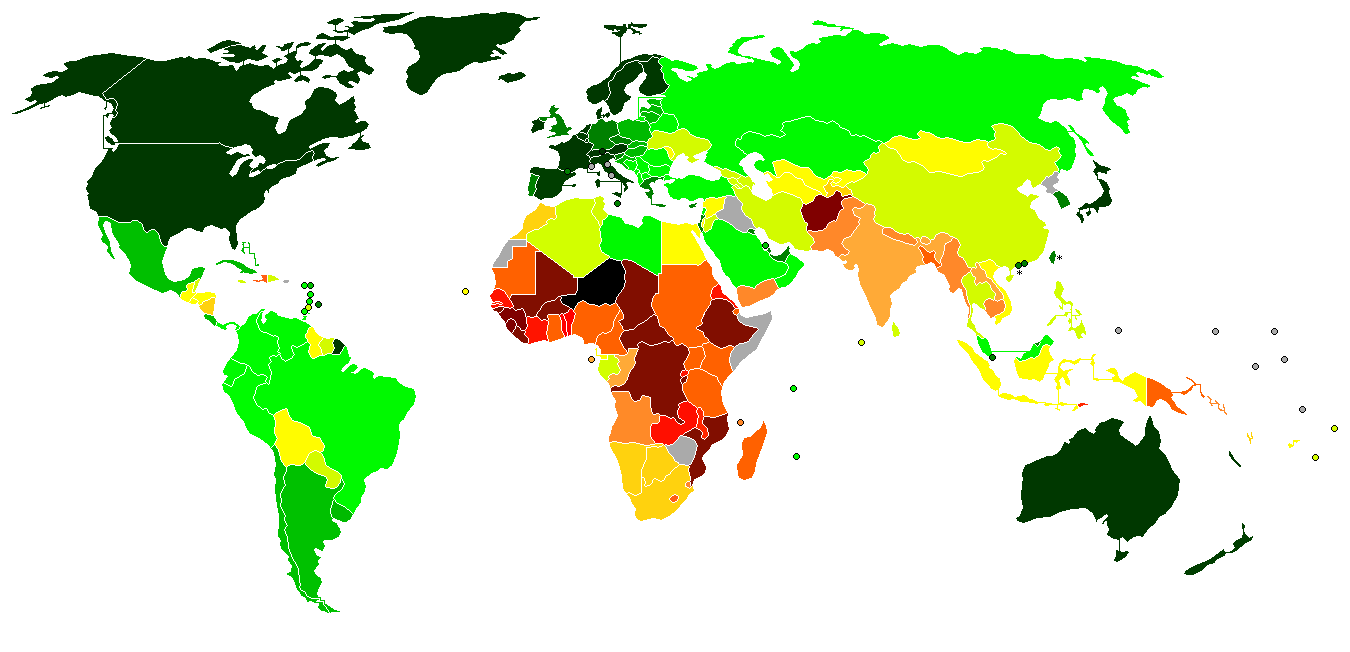
Índice de desarrollo humano por país en 2009. Este indicador estadístico contradice visiblemente la frontera imaginaria entre «Norte» y «Sur», como muestran los posicionamientos relativos de Australia, diversos países de América del Sur, otros de Asia central, en contraste con África subsahariana

Según el geógrafo alemán Detlef Müller-Mahn, los puntos cardinales «Norte» y «Sur» sirven, en el debate sobre el desarrollo, apenas como metáforas para posicionar grupos de países y regiones en un 'sistema global de coordenadas del desarrollo'. Pero esta visión, como todas visiones maniqueístas, es controvertido, «pues mientras el foso entre pobres y ricos crece constantemente, se observa, del otro lado, una reorganización y disolución parcial de los antiguos patrones territoriales».
Según Müller-Mahn, el «dualismo clásico» entre países industrializados y países en desarrollo, entre los llamados primer y tercer mundo, o entre centro y periferia, se hace cada vez más difuso. La globalización generó en una multiplicidad de visiones sobre el desarrollo y promueve la disolución de antiguas unidades territoriales de tal manera que el "número de interdependencias transfronterizas aumenta, y Estados-naciones pierden su influencia sobre procesos económicos". También en contextos de pequeña escala, los "procesos de desarrollo" serían cada vez más heterogéneos. Desindustrialización, pobreza e inmigración causan el surgimiento de enclaves del «Sur» en medio de las metrópolis del «Norte», mientras que en muchos países en desarrollo, los ricos se encierran en islas de prosperidad, en sus condominios cerrados, protegiéndose de las masas pobres. Por eso, «Norte» y «Sur» ya no son más claramente definibles como grandes bloques opuestos. Lo que comúnmente llamaríamos de "norte" o de "sur" se penetran mutuamente, sin superar sus contradicciones internas.
A través de la competencia ilimitada, el mundo parece unirse y fragmentarse simultáneamente. Consecuentemente, el «Norte» y el «Sur» no son, bajo condiciones de la globalización, diferenciables como grandes regiones, pero son divididos en fragmentos que, muchas veces, se encuentran en proximidad inmediata. Resulta que el «Nuevo Sur» no solo incluye las áreas de pobreza en África y Asia, pero también los barrios industriales «colapsados» en el Este de Alemania, los barrios de inmigrantes en metrópolis occidentales o las ciudades atrofiadas en la periferia europea. A pesar de la extensión de la pobreza entre todas esas regiones que pueda ser muy diferente, todas ellas tendrían algo en común: son excluidas de los procesos de la competencia global y de la consecuente acumulación de capital y sirven apenas como espacios-reserva y como almacenes de "materia prima".

## Línea de Brandt

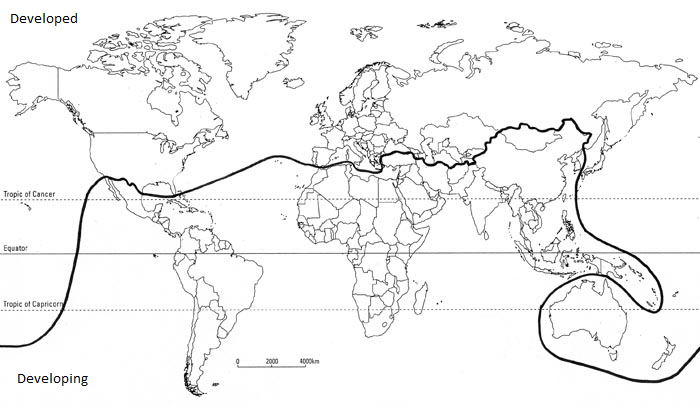
La línea de Brandt, una definición de la década de 1980 que divide al mundo en el norte rico y el sur pobre

La línea de Brandt es una representación visual de la división norte-sur, propuesta por el ex canciller de Alemania Occidental Willy Brandt en la década de 1980. Rodea el mundo en una latitud de aproximadamente 30° Norte, pasando entre América del Norte y Central, el norte de África y el Medio Oriente, subiendo al norte sobre China y Mongolia, pero descendiendo hacia el sur para incluir Australia, Japón, Nueva Zelanda y un marca para la ciudad-estado de Singapur en el «Norte rico».

## Desafíos
La precisión de la división Norte-Sur ha sido cuestionada por varios motivos. En primer lugar, las diferencias en la estructura política, económica y demográfica de los países tienden a complicar la idea de un Sur monolítico. La globalización también ha desafiado la noción de dos esferas económicas distintas. Tras la liberalización de la China post-Mao iniciada en 1978, la creciente cooperación regional entre las economías nacionales de Asia ha llevado a la creciente descentralización del Norte como principal potencia económica. La situación económica del Sur también se ha fracturado. A partir de 2015, se pensaba que todas, excepto aproximadamente las 60 naciones más bajas del Sur Global, estaban ganando en el Norte en términos de ingresos, diversificación y participación en el mercado mundial.
La globalización ha desplazado en gran medida la división Norte-Sur como base teórica de los esfuerzos de desarrollo de instituciones internacionales como el FMI, el Banco Mundial, la OMC y varias agencias afiliadas a las Naciones Unidas, aunque estos grupos difieren en sus percepciones de la relación entre globalización y desigualdad. Sin embargo, algunos siguen siendo críticos con la precisión de la globalización como modelo de la economía mundial, enfatizando la centralidad perdurable de los estados-nación en la política mundial y la prominencia de las relaciones comerciales regionales.

## Desarrollo futuro
Algunos economistas han argumentado que el libre comercio internacional y los flujos de capital sin trabas entre países podrían llevar a una contracción en la división Norte-Sur. En este caso, un comercio y un flujo de capital más equitativos permitirían a los países en desarrollo desarrollarse más económicamente.
Dado que algunos países del Sur experimentan un rápido desarrollo, existe evidencia de que esos estados están desarrollando altos niveles de ayuda Sur-Sur. Brasil, en particular, se ha destacado por sus altos niveles de ayuda (mil millones de dólares anuales, por encima de muchos donantes tradicionales) y la capacidad de utilizar sus propias experiencias para proporcionar altos niveles de experiencia y transferencia de conocimientos. Esto ha sido descrito como un "modelo global en espera".
Las Naciones Unidas también han establecido su papel en la reducción de la brecha entre el Norte y el Sur a través de los Objetivos de Desarrollo del Milenio, los cuales fueron reemplazados en 2015 por los Objetivos de Desarrollo Sostenible (ODS). Los ODS, establecidos en 2015 por la Asamblea General de las Naciones Unidas y que se pretenden lograr para 2030, forman parte de una Resolución de la ONU denominada Agenda 2030.